# Enhanced Compression Wavelet
Enhanced Compression Wavelet (ECW) è un formato proprietario di compressione delle immagini lossy basato sulle proprietà della trasformata wavelet ed ottimizzato per le immagini aeree e satellitari.
ECW è stato sviluppato dalla Earth Resource Mapping, ed è ora proprietà di ERDAS, che si trova nello stesso gruppo di Intergraph.

## Storia
Nel 1998 il fondatore della compagnia ER Mapper Ltd di Perth, Stuart Nixon, ed i due sviluppatori Simon Cope e Mark Sheridan stavano ricercando metodi di trasmissione su internet di immagini delle dimensioni del terabyte utilizzando tecnologie server economiche. Il risultato di tale ricerca furono due prodotti: Image Web Server (IWS) e ECW. ECW rappresentava un fondamentale progresso, rendendo possibile l'utilizzo delle operazioni di Trasformata Wavelet Discreta (DWT) e DWT inversa su immagini molto grandi in tempi molto rapidi, utilizzando solamente una piccola parte della RAM
ECW portò ai brevetti US numero 6201897 e 6442298, mentre IWS al brevetto US numero 6633688. Tali brevetti furono assegnati ad ERDAS (sotto la vecchia denominazione di Leica Geosystems Geospatial Imaging) il 29 luglio 2007.
Dopo che JPEG2000 divenne uno standard, ER Mapper implementò strumenti di lettura e scrittura di dati JPEG2000 all'interno di ECW SDK per formare JPEG2000 SDK. Dopo il successivo acquisto da parte di ERDAS, il kit di sviluppo software fu rinominato in ERDAS ECW/JP2 SDK.

## Proprietà
Le informazioni di proiezione cartografica possono essere integrate nel formato file ECW per supportare applicazioni geospaziali.
Immagini fino a 65535 livelli di colore possono essere compresse nel formato file ECW v2 ad una velocità di 25 MB/secondo su un processore i7 740QM (4-core) ad 1.731 GHz utilizzando la versione 4.2 di ECW/JP2 SDK. Il formato file può raggiungere rapporti di compressione da 1:2 a 1:100.
Il protocollo ECW (ECWP) è un protocollo efficiente di streaming usato per trasmettere immagini ECW e JPEG2000 attraverso reti come internet. ECWP supporta ECWPS per trasferimenti sicuri e privati di immagini attraverso reti pubbliche come internet.
C'è una versione SDK read-only che supporta ECW e JPEG2000, disponibile gratuitamente per sistemi desktop con sistema operativo MIcrosoft Windows. La versione SDK per lettura e scrittura è disponibile per implementazioni desktop e server, ma non sono gratuite. Un'implementazione server pienamente funzionante (che utilizza ECW, JPEG2000, ECWP e JPIP) è disponibile con licenza ERDAS APOLLO IWS.
Una precedente versione del SDK (3.3) è disponibile in open source, e può essere utilizzata anche su sistemi operativi non Microsoft, come Linux, MacOs o Android.